# 成田ゴルフ倶楽部
成田ゴルフ倶楽部（なりたゴルフくらぶ）は、千葉県成田市にあるゴルフ場である。

## 概要
「成田ゴルフ倶楽部」は、千葉県の北部中央、下総台地に位置し、西部には印旛沼、北辺の茨城県との県境を利根川が流れ、日本遺産に認定されている成田山新勝寺とその門前町の歴史的町並みなど、日本屈指の観光都市であるそうしたロケーションの所にある。
1980年（昭和55年）代中期、新たなゴルフ場の建設に向けて青木建設株式会社と昭和振興系列の共同事業の法人専用倶楽部として始動したことに始まる。建設用地の成田市大室地区に、コース設計は川田太三が行い、18ホール規模のゴルフ場の造成工事が着工され、1988年（昭和63年）11月3日、18ホールの造成工事が完了し、開場された。
コースは、地理的な条件に恵まれた、なだらかな丘陵地を自然と調和させ、ホール毎に特徴をもたせた設計がなされている。トップ・プレーヤーには厳しく、アベレージ・プレーヤーには攻略ルートを選ぶことが出来る。グリーンはベント芝の1グリーンで、池や樹木が戦略性を高めている。世界のトップ1,000コースに選ばれたゴルフ場である。	
成田ゴルフ倶楽部は、「親睦と研磨をはかる場であることを目的」として、人々が集うクラブライフを目指しています。玄関を入るとクロークがあり、コンシェルジュが配置されている。ゴルファーが余裕を持ってプレーを楽しめるように上限を設け「選ばれた人だけが手にすることのできる究極の倶楽部ライフ」というコンセプトのゴルフ場を目指している。
2006年（平成18年）5月頃、ゴルフ場の再生事業を得意とする「ゴールドマン・サックス」グループが、成田ゴルフ倶楽部を傘下に収める。2007年（平成19年）10月4日、経営会社である「株式会社成田ゴルフクラブ」は、東京地裁に民事再生手続き開始の申し立てを行い、同日、保全命令を受けた。2007年（平成19年）10月24日、会員有志は、東京地裁に経営会社の成田ゴルフクラブの会社更生法適用の申請を行った。2010年（平成22年）1月18日、「株式会社アコーディア・ゴルフ」は、ゴールドマン・サックスグループから成田ゴルフ倶楽部を取得した。

## 所在地
〒286-0821 千葉県成田市大室127番地

## コース情報
- 開場日 - 1988年11月3日
- 設計者 - 川田 太三
- 面積 - 970,000m2（約29.3万坪）
- コースタイプ - 丘陵コース
- コース - 18ホールズ、パー72、7,170ヤード、コースレート73.1
- フェアウェー - コウライ
- ラフ - ノシバ
- グリーン - 1グリーン、ベント（ペンクロス）
- ラウンドスタイル - キャディ・カート付、ツーサム不可、乗用カート(5人乗り)
- 練習場 - 16打席250ヤード
- 休場日 - 1月1日[7][8][9]

## ギャラリー
- コース - 「成田ゴルフ倶楽部」、コースレイアウト、2021年11月3日閲覧
- ハウス - 「成田ゴルフ倶楽部」、レストラン、2021年11月3日閲覧

## 交通アクセス
- 鉄道 - 京成本線 - 成田駅より タクシー利用 約25分[10]
- 道路 - 東関東自動車道 - 成田ICより 7Km[10]

## 関連文献
- 『ゴルフ場ガイド 東版』、2006-2007、「成田ゴルフ倶楽部」、東京 ゴルフダイジェスト社、2006年5月、2021年11月3日閲覧